# In a Silent Way
In a Silent Way este titlul albumului compsus de muzicianul American  de jazz, Miles Davis, ce a fost lansat pe 30 iulie 1969, la casa de discuri Columbia Records. Produs de Teo Macero, album-ul a fost înregistrat într-o singură ședință, pe data de 18 februarie 1969 la Studioul CBS 30th Street Studio B în New York City. Încorporând elemente ale formei de sonată din muzica clasică, Macero a editat și aranjat înregistrările lui Davis din ședință pentru a produce albumul. Marcând începutul perioadei sale "electrice", In a Silent Way s-a fost privit de către criticii/jurnaliștii de muzică, drept prima lucrare fusion a lui Davis, urmată de o schimbare stilistică față de gen în lucrările sale precedente și concertele live
Albumul a fost însă primit de controverse între criticii de muzică, în particular cei de muzică jazz și rock, care erau împărțiți în reacțiile lor față de structura muzicală experimentale și abordarea electrinică. De la recepția sa inițială, albulum a fost privit de către fani și critici, drept unul dintre cele mai grandioase și inluente lucrări. În 2001, Columbia Legacy și Sony Music au lansat o ediție box set de trei-discuri The Complete In a Silent Way Sessions, ce include albumul original, piese adiționale, și înregistrări ne-editate folosite în procesul de producere a In a Silent Way.

## Prezentare și înregistrare
Deși concertele live și lucrările anterioare  a lui Davis, cum ar fi Miles in the Sky (1968) și Filles de Kilimanjaro (1969) au indicat schimbarea sa stilistică spre fusion, In a Silent Way conține o abordare electrică  a lui Davis. Albumul a fost privit de jurnaliștii muzicali drept prima lucrare fusion a lui Davis, marcându-și începutul  perioadei "electrice". E de asemenea prima lucrare a lui Davis ce a fost în mare parte costruita prin editarea și aranjamentul  producătorului Teo Macero. Tehnicile de editare a lui Macero au incorporat elemente de sonată clasică în înregistrările pentru In a Silent Way. Extinderea ambelor piese din album constă din trei părți distincte ce pot fi considerate ca o expoziție, dezvoltare și recapitulare. Ultimele șase minute ale primei piese sunt de fapt primele șase minute ale aceleeași piese repetate în exact aceeași formă. Prin acest "truc" piesa capătă o sctructură mai de înțeles.
Albumul îl înfățișează pe virtuosul ghitaristul și  nou venitul John McLaughlin, care cu o lună înainte de 18 Februarie, începutul sesiunilor de înregistrare pentru In a Silent Way, și-a înregistrat clasicul săau album de debut Extrapolation. La cererea lui Tony Williams, McLaughlin s-a mutat la începutul lui Februarie din Anglia în SUA pentru cânta împreună cu The Tony Williams Lifetime. Williams l-a adus pe McLaughlin la reședința lui Davis cu o noapte înainte de sesiunea programată pentru In a Silent Way. Davis nu-l auzise înainte pe ghitarist , dar a fost atât de impresionat încât i-a cerut să vina la studio în ziua următoare. McLaughlin a fost faimos în anii 1970 ca lider al Mahavishnu Orchestra.
Conform producătorului Bob Belden, organistul Larry Young, pe care Williams la angajat, la fel recent pentru trio său Lifetime, a fost de asemenea planuit pentru a interpreta pentru In a Silent Way. Deși, înrijorat că și-ar putea pierde întreaga trupă pentru Davis, Williams la trimis înapoi pe Young de îndată ce ajunsese. În schimb Joe Zawinul, care a venit la sesiune doar ca compositor al piesei "In a Silent Way," a sfârșit prin a cânta la orgă pentru album.

## Recepția

### Reacția initială
Atingând poziția numărul 134 în topul S.U.A. Billboard Top LPs, In a Silent Way a ajuns primul album a lui Davis în decursul a patru ani, de la My Funny Valentine (1965), care a ajuns în top. În timp ce albumul se prezenta comercial mai bine decât alte lucrări a lui Davis, reacția criticilor asupra albumului era împărțită. Încorporarea sa de   instrumentație electronică și structură experimentală au fost surse de controverse extreme printer criticii de jazz. Conform The New Rolling Stone Album Guide(2004),
procesul de înregistrare a lui Davis și editarea de studio a producătorului Teo Macero de înregistrări individuale în piese separate pentru album "părea aproape eretică după standardele jazz ". În cartea saRunning the Voodoo Down: The Electric Music of Miles Davis, Phil Freeman scrie că criticii de rock și jazz din timpul lansării albumului era înclinată înspre genurile lor respective, scriind "Criticii de rock au crezut că In a Silent Way sună precum unul rock, sau cel puțin a crezut Miles s-a legănat în acea direcție, și practic s-au stropit cu bucurie. Criticii de jazz, în special cei care nu au prea ascultat mult rock, au crezut de asemenea că sună precum unul rock, și astfel ei au reacțional mai puțin favorabil".
Freeman continuă prin a exprima că ambele reacții au fost "înrădăcinate, cel puțin parțial, în  paranoia critică despre locul său în lume", scriind că critica rock era în faza sa timpurie de  existeță și și asemenea critici au găsit "reasigurarea" în a vedea albumul drept drept unul cu elemente rock psichedelice, în timp ce criticii de jazz critic s-au simțit "trădați" în mijlocul descreșterii popularității genului la acea perioadă. Cu toate că, Freeman a scris că In a Silent Way a fost distinct de ambele stiluri, atât de jazz cât și de rock la acel timp, declarând:
„Nu se balansa, solo-urile nu erau nici măcar un pic eroice, și avea chitare electrice... Dar deși In a Silent Way nu a fost exact un jazz, cu certitudine nu a fost un  rock. A fost sunetul lui Miles Davis și Teo Macero dibuindu-și calea spre holul stins la trei dimineața. A fost coloana sonoră a tuturor conversațiilor șoptite ce le are orice artist creativ, mereu, cu acea îndoielnică și dojenitoare voce ce locuiește în mintea ta, cea ce te întreabă toate întrebările fără de răspuns.”—Phil Freeman
Într-un review rave al albumului asupra lansării, scriitorul Lester Bangs, de la Rolling Stone descrie albumul In a Silent Way drept "un tip de album ce-ți oferă încrederea în viitorul muzicii. Nu e rock & roll, dar nici stereotipat de jazz. Pe neașteptate, el datorează aproape la fel de mult tehnicilor dezvoltate de improvizatorii de rock în ultimii patru ani cât fundalului de jazz ale lui Davis. E parte a noii muzici transcendentale ce spală din cale ca un șuvoi de apă categoriile și, în timp ce folosește mijloacele musicale din toate stilurile și culturile, e definit în mare parte de sentimental profund și originalitatea neafectată ". Bitches Brew următorul album fusion al lui Davis, i-a arătat să se miște și mai departe în zona ce stă între genurile de rock și jazz. Întunecata, și fracturata disonanță a Bitches Brew în sfârșit dovedește a fi instrumentală în succesul său; depășind cu mult în vânzări In a Silent Way.

### Retrospectiva
De la recepția sa inițială, In a Silent Way a fost privit de fani și critici drept una dintre cele mai bune lucrări ale lui Davis. Într-un review de retrospectivă, scriitorul K. Leander Williams, de la revista Blender  l-a numit "o capodoperă proto-ambient". Citînd-ul drept "una din cele mai mari realizări ale lui Davis ", Chip O'Brien de la PopMatters consideră că editarea de studio pentru album a producătorul Teo Macero l-a ajutat pe Davis să "îmbrățișeze mariajul muzicii și tehnologiei". În legătură cu semnificația sa muzicală, O'Brien scrie că In a Silent Way"transcende etichetările ", scriind "Nu e nici jazz nici rock. Nu e nici ce v-a deveni eventual cunoscut ca fusion. E ceva cu totul diferit, ceva universal. E o renunțare frumoasă în sunetele acestui album, de parcă Davis de bună a eliberat ceea ce venise înainte, în anii săi de mai înainte alături de Charlie Parker, cu John Coltrane și Cannonball Adderley, a lucrărilor din perioada timpurie a anilor ‘60, și îmbrățișează viitorul, nu numai a jazz-ului, ci a muzicii însăși". Scriitorul Nick Southall de la Stylus Magazine a numit albumul "etern" și scrie despre infuența sa asupra muzicii, declarând "Modelele proaspete de construcție muzicii ce e prezentată ca revoluționist în comunitatea jazz, frumusețea diafana și schimbătoarea a muzicii ce o conține în sine, a rămas admirabilă și minunată, ecourile sale sunt auzite în ultimii 30 de ani, atingând muzica dance, electronica, rock-ul, pop-ul, toată muzica". The Penguin Guide to Jazz a inclus In a Silent Way în colecția sa "Core Collection".

## Lista pieselor
Partea unu
1. "Shhh / Peaceful" (Miles Davis) – 18:16
  1. "Shhh" – 6:14
  2. "Peaceful" – 5:42
  3. "Shhh" – 6:20

Partea doi
1. "In a Silent Way / It's About That Time" (Joe Zawinul, Miles Davis) – 19:52
  1. "In a Silent Way" (Joe Zawinul) – 4:11
  2. "It's About That Time" (Miles Davis & Joe Zawinul) – 11:27
  3. "In a Silent Way" (Joe Zawinul) – 4:14

## Istoria în Top-uri
| Top (1969)                             | Poziție position |
| -------------------------------------- | ---------------- |
| S.U.A. Billboard Top LPs               | 134              |
| S.U.A. Billboard Best-Selling Jazz LPs | 3                |
| S.U.A. Billboard Best-Selling Soul LPs | 40               |

## Personal
| - Miles Davis – trompetă - Wayne Shorter – soprano saxofon - John McLaughlin –chitară electrică - Chick Corea – pian electric - Herbie Hancock – pian electric - Joe Zawinul – orgă - Dave Holland – chitară bas dublă - Tony Williams –tobe | - Producător – Teo Macero - Inginer (remix și editare) – Russ Payne - Inginer Original de înregistrare – Stan Tonkel - Fotografie copertă – Lee Friedlander - Fotografie copertă spate – John G. Walter - Note copertă spate – Frank Glenn |